# Домашно стопанство
Домашното стопанство е стопанската дейност на домакинствата по създаване на стоки и услуги за собствена употреба. Под името „Дейности на домакинствата като работодатели, недиференцирани дейности на домакинствата по производство на стоки и услуги за собствено потребление“ това е един от 20-те основни отрасли на икономиката в Статистическата класификация на икономическите дейности за Европейската общност.
Секторът обхваща производството на стоки (като храна, дрехи, предмети за битова употреба) и услуги (като готвене, преподаване, грижи за хора с увреждания), извършвани от членове на домакинството или нает персонал (домашни помощници, шофьори, градинари, бавачки и други).